# Cizí kapitál
Cizí kapitál je součástí kapitálu firmy, té části jejího jmění, na který si firma musela půjčit. Jde o tzv. cizí zdroje financování, v rozvaze se řadí mezi pasiva, jde o závazky: např. úvěry u bank, závazky vůči dodavatelům, finančnímu úřadu, zaměstnancům a podobně. Naopak tedy nejde apriori o majetek, aktiva.
Cizí kapitál někdy též označován jako „cizí zdroje“. O cizím kapitálu hovoříme tehdy, pokud do podniku vložil kapitál věřitel například banka. Cizí kapitál tedy můžeme označit jako dluh podniku, který musí podnik v určité době splatit.
Rozdělení cizího kapitálu podle doby splatnosti ho rozdělujeme na dlouhodobý a krátkodobý cizí kapitál. Pokud je doba splatnosti do 1 roku, označujeme ho jako krátkodobý cizí kapitál. Je-li doba splatnosti delší než jeden rok, označujeme ho jako  dlouhodobý cizí kapitál. Všeobecně platí, že krátkodobý kapitál je levnější než kapitál dlouhodobý, protože s prodlužováním časového horizontu roste pro věřitele riziko a dále s růstem rizika roste požadovaná výnosnost investovaného kapitálu. Mezi krátkodobé cizí zdroje řadíme například: krátkodobé bankovní úvěry, půjčky, závazky vůči zaměstnancům, zálohy přijaté od odběratelů, nezaplacené daně, výdaje příštích období (náklady které budou zaplaceny v budoucnu). Dlouhodobé cizí zdroje tvoří: dlouhodobé bankovní úvěry (hypoteční úvěry), terminované půjčky, leasingové dluhy, podnikové dluhopisy.
Kdy podniky využívají cizí kapitál podniky jej používají především pro překlenutí období, kdy si nevystačí se svým vlastním kapitálem. Cizí kapitál není poskytován zadarmo. Cenou za jeho používání je úrok a další výdaje spojené s jeho získáním. Často se však cizí kapitál považuje za levnější než ten vlastní, především je to z toho důvodu, že úroky z cizího kapitálu snižují daňové zatížení, protože úroky z cizího kapitálu jsou součástí nákladů a náklady snižují zisk, ze kterého se platí daň.
Finanční páka a daňový štít. Použití cizího kapitálu představuje finanční páku, díky níž se zvedá výnosnost vlastního kapitálu. Kromě finanční páky dále také působí daňový štít. Daňový štít někdy také označován jako daňová úspora. Představuje situaci, kdy u cizího kapitálu jsou úroky z úvěrů a dluhopisů položkami daňově uznatelnými a do nákladů korporace tak nedopadají v plné výši, ale ve výši sníženou o daňovou úsporu.
Vzorec pro výpočet nákladů financovaných z cizího úročeného kapitálu'
```
rdn=rd.(1-t), kde: rdn - představuje náklady dluhu netto (po zdanění), rd - úrokové náklady, t - sazba daně z příjmů
```

Výpočet nákladů na cizí kapitál vážený průměr jednotlivých úrokových sazeb, kdy vahami budou podíly jednotlivých úvěrů na celkovém úvěru korporace. Tyto informace však nejsou veřejně dostupné a pokud bychom alespoň chtěli odhadnout lze tak učinit prostřednictvím poměru: Nákladové úroky/Bankovní úvěry
Velice důležité je sledovat poměr mezi vlastním a cizím kapitálem v podniku tak, aby nedošlo k neúnosnému předlužení podniku. Cizí kapitál je zachycen v rozvaze na straně pasiv.